# Josef Taláb
Josef Taláb (16. července 1909 Hrušky – 15. dubna 1942 Boshoven) byl český palubní radiotelegrafista a střelec 311. československé bombardovací perutě a oběť druhé světové války.

## Život

### Před druhou světovou válkou
Josef Taláb se narodil 16. července 1909 v Hruškách na Břeclavsku v rodině drobného zemědělce. Otec mu v roce 1915 padl na frontě první světové války. Mezi lety 1915 a 1919 vychodil obecnou školu v rodné obci, následně měšťanskou školu v Břeclavi a mezi lety 1923 a 1925 vystudoval Veřejnou obchodní školu tamtéž. Po dokončení studií pracoval jako hospodářský adjunkt na statcích v Břeclavi a Prušánkách. Prezenční vojenskou službu nastoupil v roce 1929 a po jejím odsloužení v Olomouci se rozhodl u armády zůstat jako délesloužící. Do zálohy odešel k 1. lednu 1938 a začal pracovat jako úředník u firmy Sigmund pumpy v Lutíně.

### Druhá světová válka
Po německé okupaci v březnu 1939 opustil Josef Taláb ilegálně Protektorát Čechy a Morava a odešel do Polska, kde podepsal předběžný vstup do francouzské cizinecké legie. Následovala cesta do Francie a služba v legii v severní Africe. Po vypuknutí druhé světové války se vrátil do Francie a dne 12. listopadu 1939 byl prezentován u vznikající československé zahraniční jednotky v Agde. Sloužil u pěšího pluku. Po pádu Francie v červnu 1940 se přes Sète a Gibraltar evakuoval do Spojeného království. Zde vstoupil do Royal Air Force a následně absolvoval radiotelegrafický a střelecký výcvik. Po jejich dokončení byl v srpnu 1941 zařazen k 311. československé bombardovací peruti. Dne 14. dubna 1942 odstartoval k náletu na Dortmund. Jeho stroj Vickers Wellington Mk.IC Z-1098 KX-U byl během akce poškozen protiletadlovou palbou a následně nad Weertskou čtvrtí Boshoven v Nizozemsku při návratu sestřelen německým nočním stíhačem Siegfriedem Wandamem na letounu Messerschmitt Bf 110. Jednalo se o poslední ztrátu 311. perutě před jejím přechodem od Bomber Command ke Coastal command. Josef Taláb zahynul. Dne 16. dubna 1942 byl pohřben na vojenském hřbitově v Eindhovenu - Woenselu. Dosáhl hodnosti rotmistra.

## Posmrtná cenění
- V roce 1991 byl Josef Taláb in memoriam povýšen do hodnosti podplukovníka